# Музей истории Керченско-Эльтигенского десанта
Музей истории Керченско-Эльтигенского десанта, Музей истории Эльтигенского десанта — военно-исторический музей на территории микрорайона Героевское (бывшее село Эльтиген) города Керчь, посвященный истории Керченско-Эльтигенской десантной операции. Был открыт 8 мая 1985 года, в настоящее время в составе Восточно-Крымского историко-культурного музея-заповедника. В непосредственной близости от музея расположен ряд мемориальных мест — объектов культурного наследия регионального и федерального значения, посвящённых его тематике.

## История

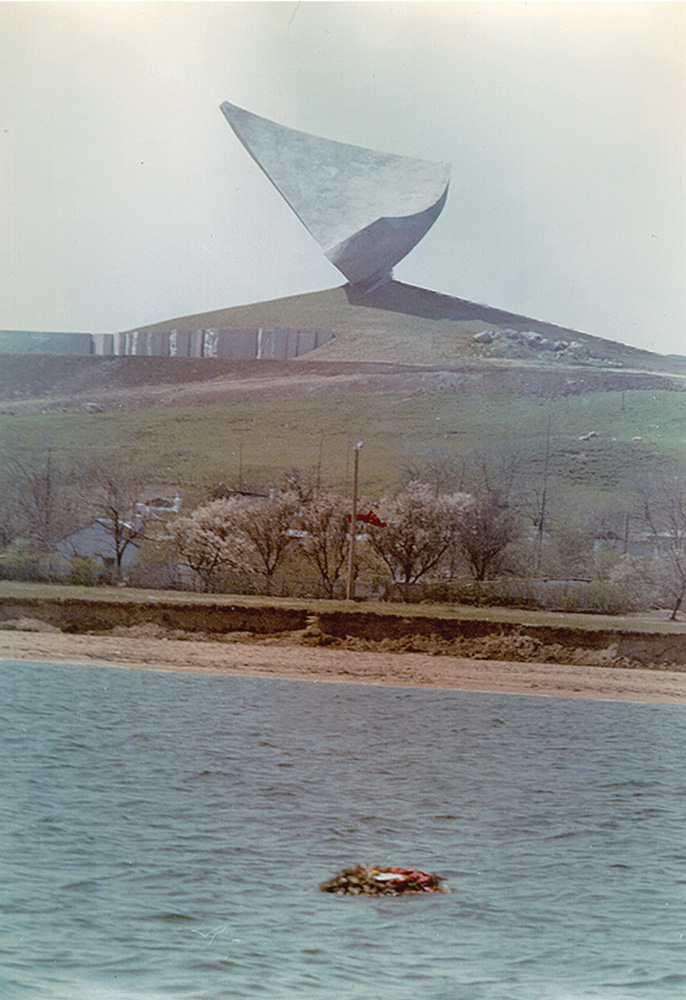
Возложение венков на воду Керченского пролива в память погибших в 1985 году

Керченско-Эльтигенская десантная операция прошедшая 31 октября — 11 декабря 1943 года, положила начало освобождению Керчи и Крыма и стала одной из крупнейших десантных операций в годы Великой Отечественной войны. Десант 18-й армии под командованием К. Н. Леселидзе из частей 117-й гвардейской стрелковой дивизии полковника Л. В. Косоногова захватил небольшой плацдарм 3 км по фронту и 1,5 в глубину получивший название «Огненная земля» или Эльтигенский плацдарм. 36 суток, в условиях блокады сражались десантники и в ночь с 6 на 7 декабря с боем вышли через гору Митридат на соединение с частями 56-й армии которые занимали Керченский или Северо-восточной плацдарм. 61 военнослужащий был удостоен звания Героя Советского Союза.
С середины 1960-х на Эльтиген стали приезжать ветераны-десантники, рассказывали в местной школе о боях на «Огненной земле». Установилась переписка, был оформлен памятный уголок. На базе ПТУ №11 вела работу поисковая группа «Эльтиген», возглавляемая историком Татьяной Замуленко. Музей училища пополнялся документами, фотографиями, личными вещами десантников, находками с мест боёв. Занимались поиском, анкетированием, сбором документов и воспоминаний сотрудники Керченского историко-археологического музея, в фонды ветераны передавали вещи, фотографии. Занималась поисками керчанка Жанна Ясинская, у которой на плацдарме пропал без вести брат. Проводились экскурсии — вдоль песчаного пляжа до госпиталя и операционной 120-го медсанбата 117-й стрелковой дивизии, на левом фланге Эльтигенского плацдарма.
Встречи десантнов проходили ежегодно 1 ноября. Проводились митинги, лекции, действовал Совет ветеранов-эльтигенцев. В 1978 году недалеко от братской могилы был установлен памятник «Мотобот» — поднятый со дна Керченского пролива и отреставрированный комсомользами на заводе «Залив» катер ПВО-24. На плато началось строительство памятника «Парус». Уголок Славы перенесли в поселковый клуб, а бывшее школьное здание в 1984 году передали для будущего музея. Пока здание восстанавливали, создавалась экспозиция, художественное и музыкальное оформление. Работы велись сотрудниками Керченского музея Т. Замуленко (Сафиной), С. Механиковым, В. Боровковой, В. Кириленко, С. Литвиновой, керченским фотографом Баклановым, ветеранами-эльтигенцами, в частности медиком 279-го медсанбата В. П. Любиевым из Нальчика. Тематико-экспозиционный план музея, подписанный Т. Замуленко и С. Механиковым был утверждён в партийных инстанциях.
В первых двух залах музея рассказывалось о замысле операции, героях первого броска, событиях Эльтигенского плацдарма, о мужестве защитников, моряках-черноморцах, военных медиках. Карта-схема высадки, фотографии, личные вещи десантников, находки поисковиков разных поколений. Выставлена диорама высадки и боёв за захват плацдарма художника Пётра Столяренко и скульптора Романа Сердюка, книги об Эльтигене с авторскими инскриптами. Третий зал был Мемориальным и отображал героику десанта в поэзии и музыке. В фойе музея были портрет связистки 335-го полка 117-й дивизии Натальи Губецкой и скульптура Романа Сердюка, посвящённая павшим десантникам.
Музей истории Керченско-Эльтигенского десанта был открыт 8 мая 1985 года совместно с мемориальным комплексом Героям Эльтигенского десанта «Парус» в ходе мероприятий по празднованию 40-летия Победы. На открытии присутствовали керчане и гости города, партийные руководители Керчи, курсанты с Багеровской базы Ворошиловградского ВВАУШ, ветераны Великой Отечественной войны. После первой экскурсии были сделаны памятные фото на крыльце музея, среди запечатлённых — заведующая музеем Т. И. Сафина, В. И. Кравченко (один из партийных руководителей города) и художник-баталист Н. Я. Бут.
В 1995 году открылся Поисковый мемориал, расположенный по параллели от братской могилы 1943 года. Автором памятника стал студент архитектурного института Александр Сальников. На открытии присутствовали эльтигенцы Иван Долгокеров, Александра Меркулова (Чередниченко), Александр Басс-Крепкий.
В 2013 году была проведена масштабная реэкспозиция музея. 1 ноября 2013 года, к 70-летию Эльтигенского десанта, обновленная экспозиция музея была торжественно открыта.

## Экспозиция
Экспозиция музея рассказывает об этапах высадки десанта на Эльтигенском и Северо-восточном плацдармах. Первый зал посвящён планированию, силам десанта и истории первого броска. В зале установлена карта-схема Керченско-Эльтигенской операции. Второй зал посвящён высадке и боям за захват плацдарма, героям морским пехотинцам, армейцам, штрафникам, медикам, лётчикам и прорыву с плацдарма. Демонстрируются кадры немецкой кинохроники (бомбардировки, воздушные бои). Третий зал посвящён событиям на северо-восточном плацдарме. Стенды Героев Советского Союза — катерника В. Н. Денисова, гвардеец П. Е. Тарасенко, керчанина А. П. Пушкаренко, комдива Б. Н. Аршинцева и других. Освещено завершение операции с прорывом на северных плацдарм и события освобождения Керчи в апреле 1944 года. Инсталляции — укреплённая противником высота, разрушенная стена дома на горе Митридат. Экспозиция пополнена предметами из фондов музея-заповедника — фотографиями, фронтовыми письмами, армейскими газетами, документами и личными вещами десантников, образцами оружия. В фойе многочисленные фотографии участников Керченско-Эльтигенского десанта. Экспозицию дополняют обои-фотографии, художественная роспись стен. Демонстрируется видеоклип на песню «Восемнадцать» композитора А. Коновалова на слова Л. Панина, посвящённая подвигу штрафников, павших на высоте 47,7 вместе с командиром Героем Советского Союза А. Д. Шумским.
Проводятся выставки. В 2016 году во время научно-практической конференции «Военно-исторические чтения» в музее состоялось открытие выставки, посвящённой Герою Советского Союза военкору С. А. Борзенко. 1 ноября 2018 года к 75-летию десанта прошла фотовыставкой «В прорыв идут штрафные роты». 11 апреля 2019 года к 75-летию освобождения Керчи открылась фотовыставка «А мы с тобой, брат, из пехоты…».
На здании музея установлена аннотационная доска на улице Льва Косоногова, Героя Советского Союза, командира 117-й гвардейской стрелковой дивизии погибшего 17 ноября 1943 года, подорвавшемся на катере в Керченском проливе. Во дворе музея была установлена 76-мм полковая пушка образца 1927 года.

## Мемориалы в Героевском
Дополняют музей военно-исторические памятники, расположенные на прилегающей к музею территории Героевского — площадка оружия периода Великой Отечественной войны, братские могилы — места захоронений советских воинов на холме  Объект культурного наследия народов РФ регионального значения. Рег. № 911710949030005 (ЕГРОКН), на берегу, по улице Косоногова  Объект культурного наследия народов РФ регионального значения. Рег. № 911710948570005 (ЕГРОКН), на улице Галины Петровой  Объект культурного наследия народов РФ регионального значения. Рег. № 911710947000005 (ЕГРОКН), военный госпиталь и операционная десантников Эльтигена (госпиталь 279-го медсанбата 318-й стрелковой дивизии в подвале разрушенной школы)  Объект культурного наследия народов РФ регионального значения. Рег. № 911710946990005 (ЕГРОКН), памятный знак «Мотобот» катер ПВО-24 Объект культурного наследия народов РФ регионального значения. Рег. № 911710948550005 (ЕГРОКН).

Монументы и мемориалы в Героевском
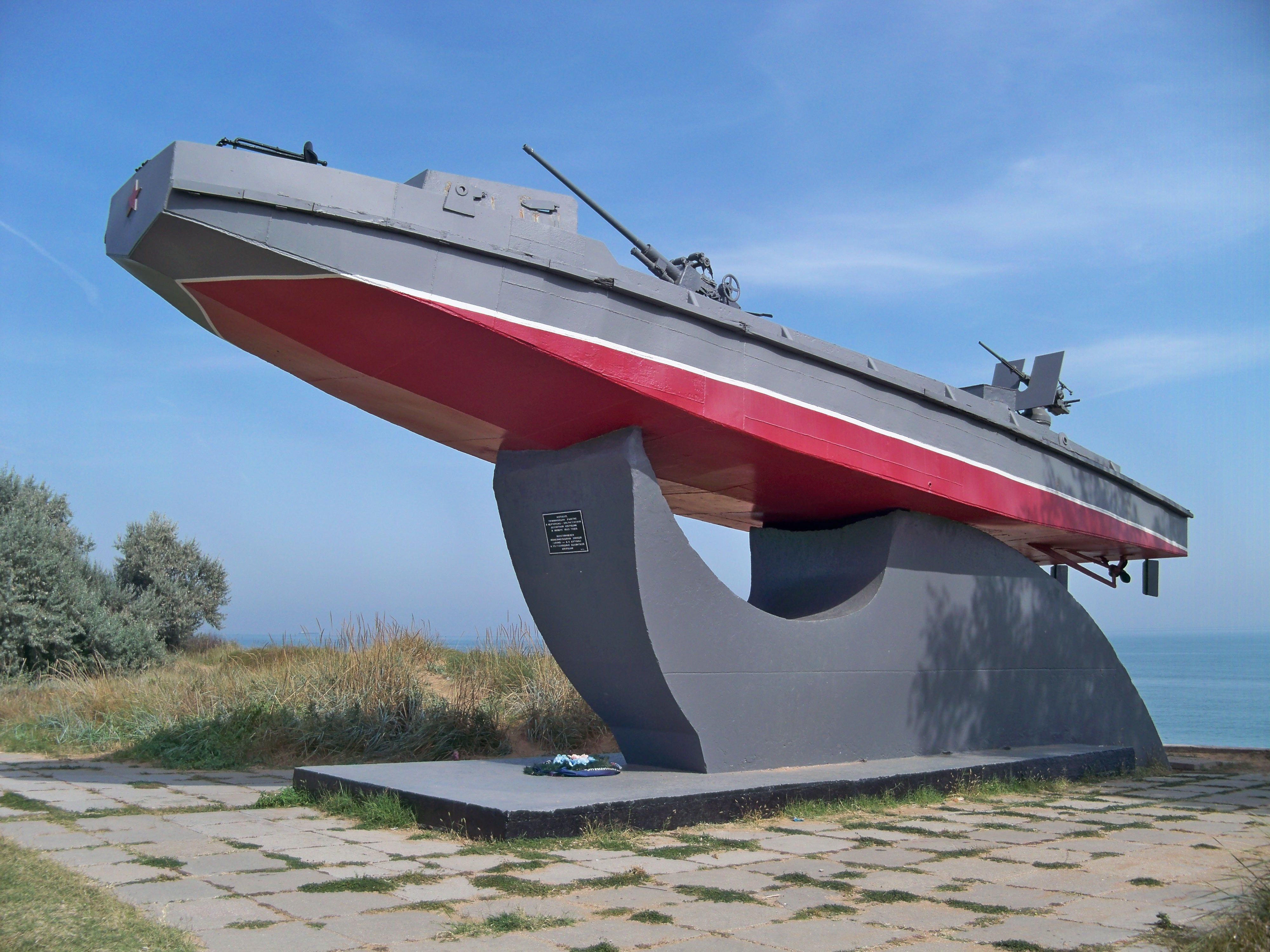
Мотобот
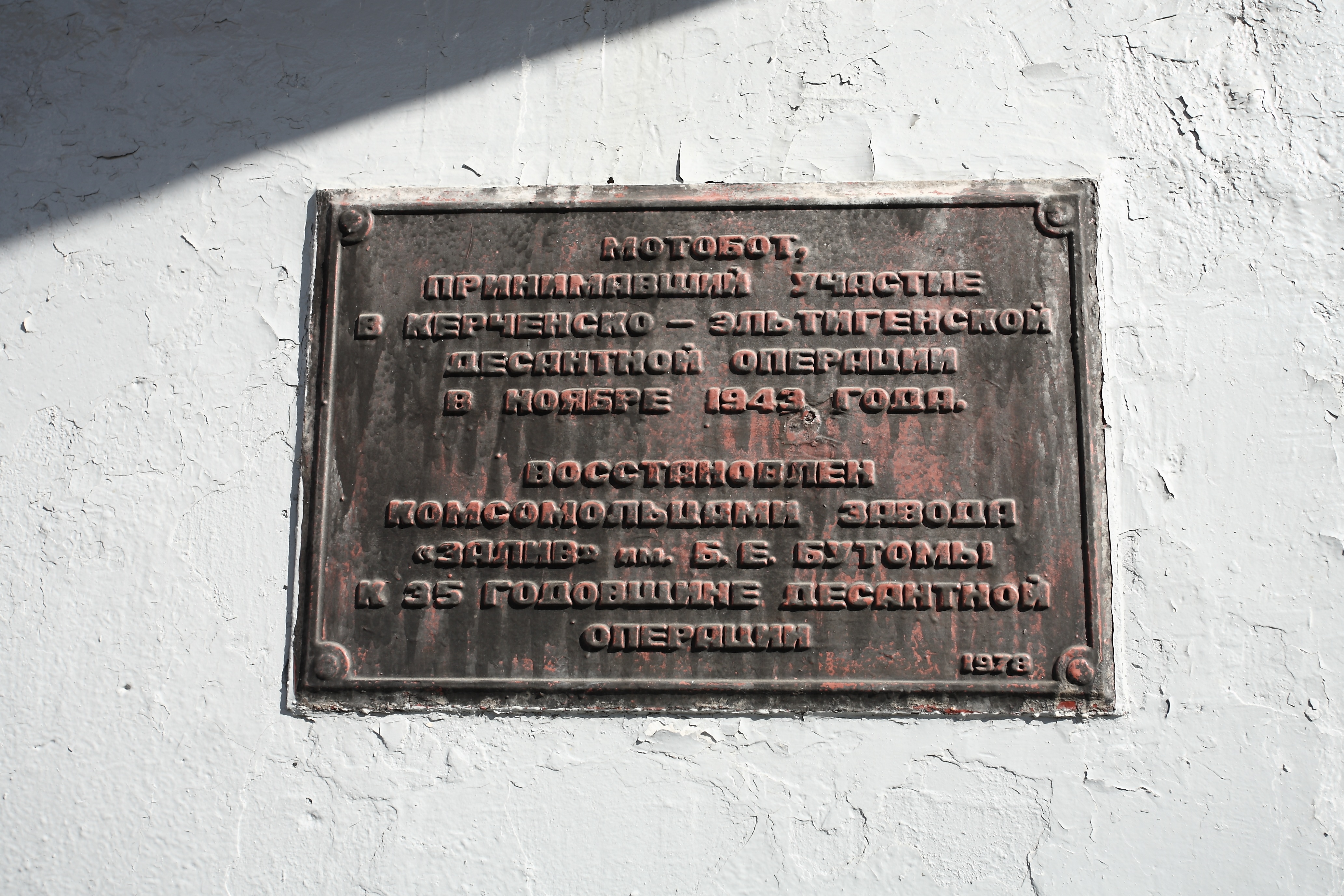
Памятная табличка 1978 года
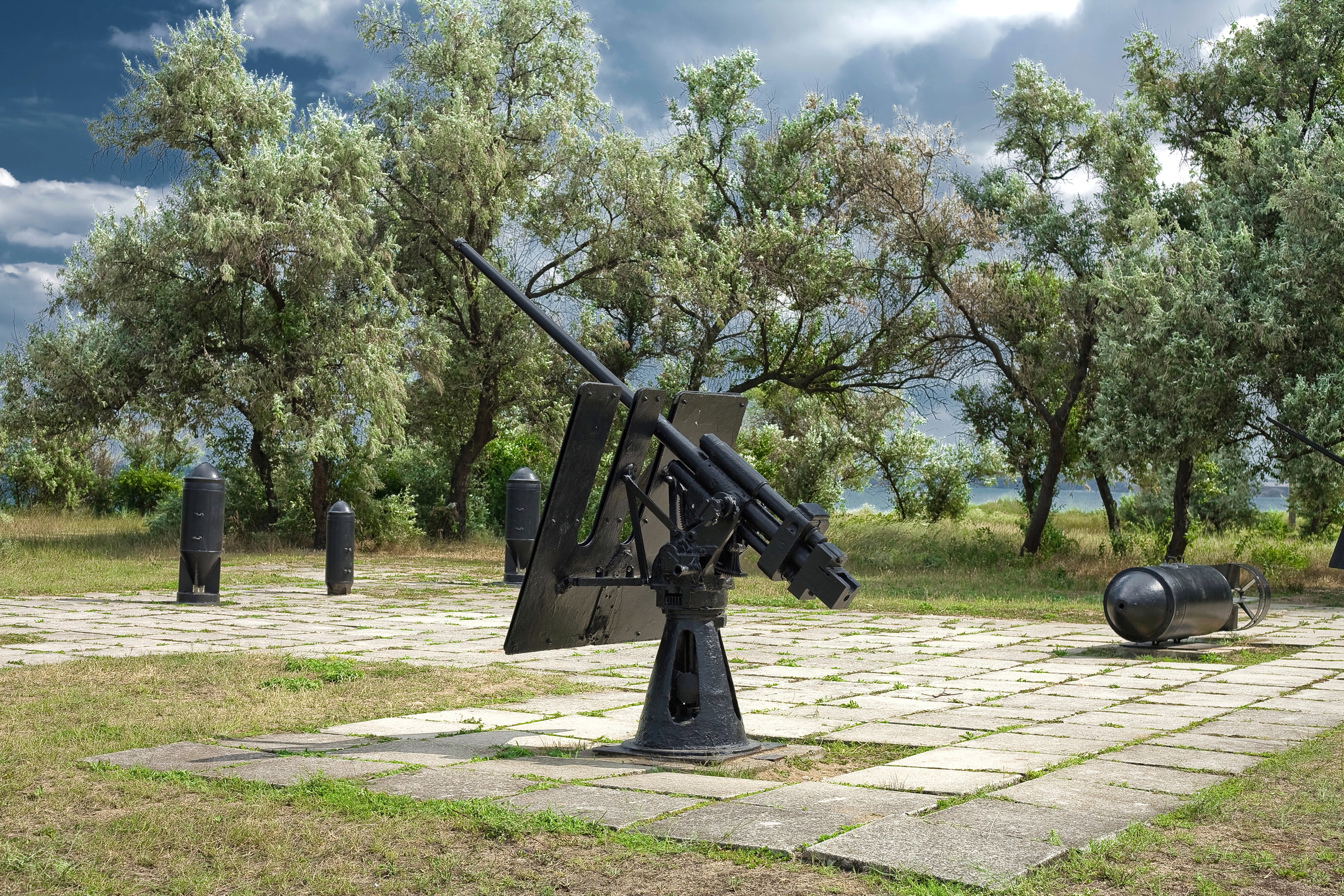
Площадка военной техники
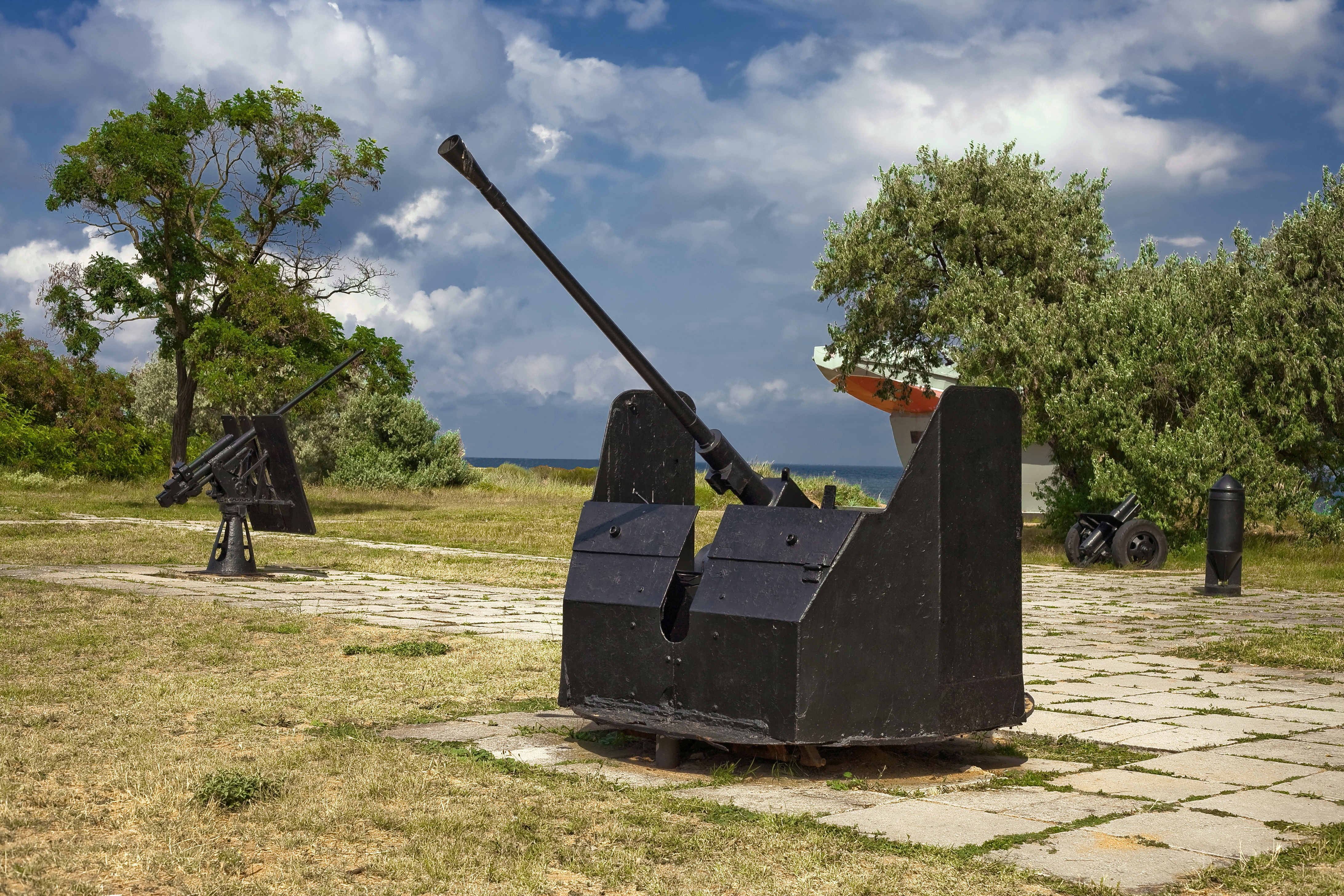
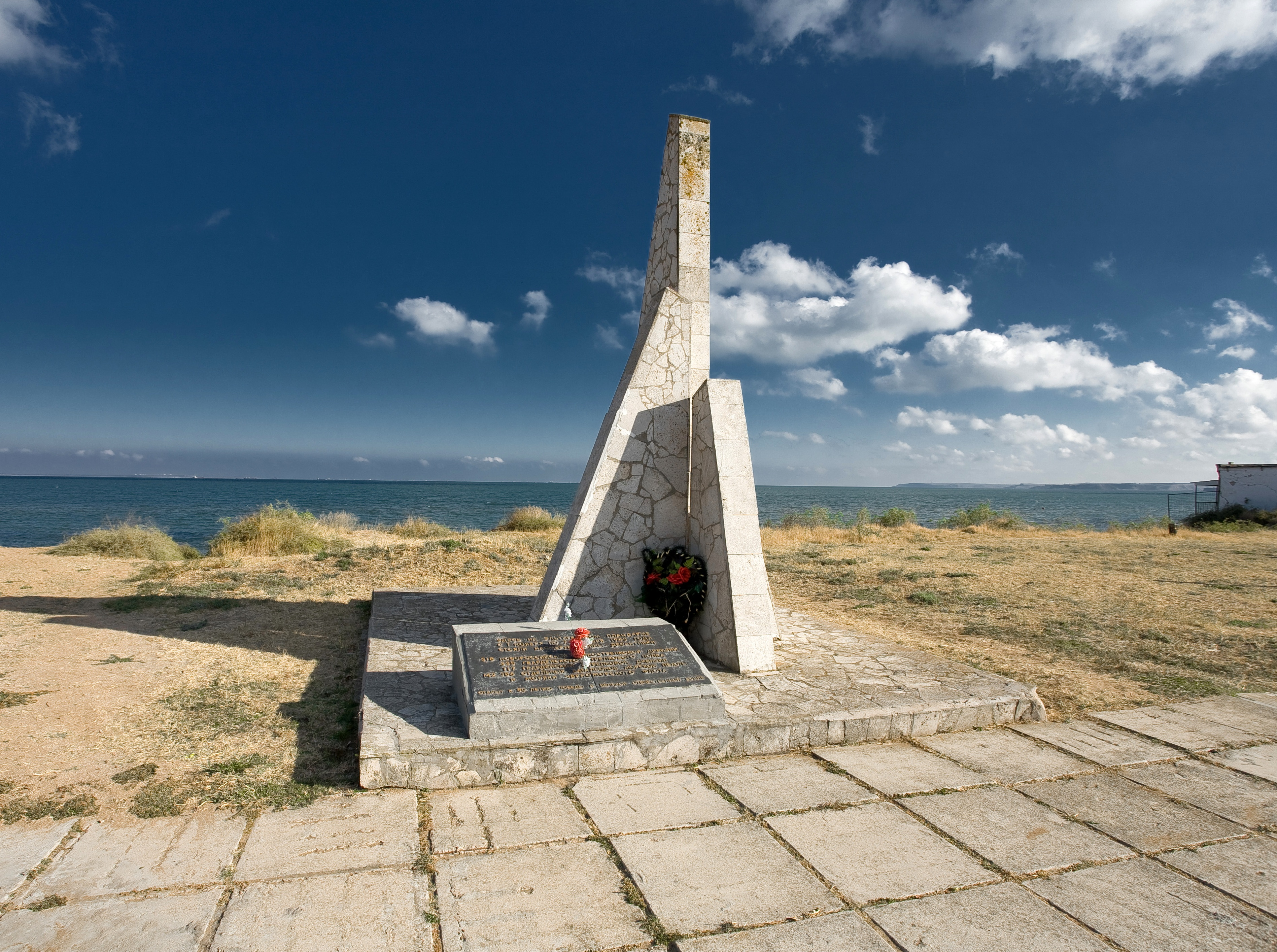
Братская могила советских воинов на улице Косоногова
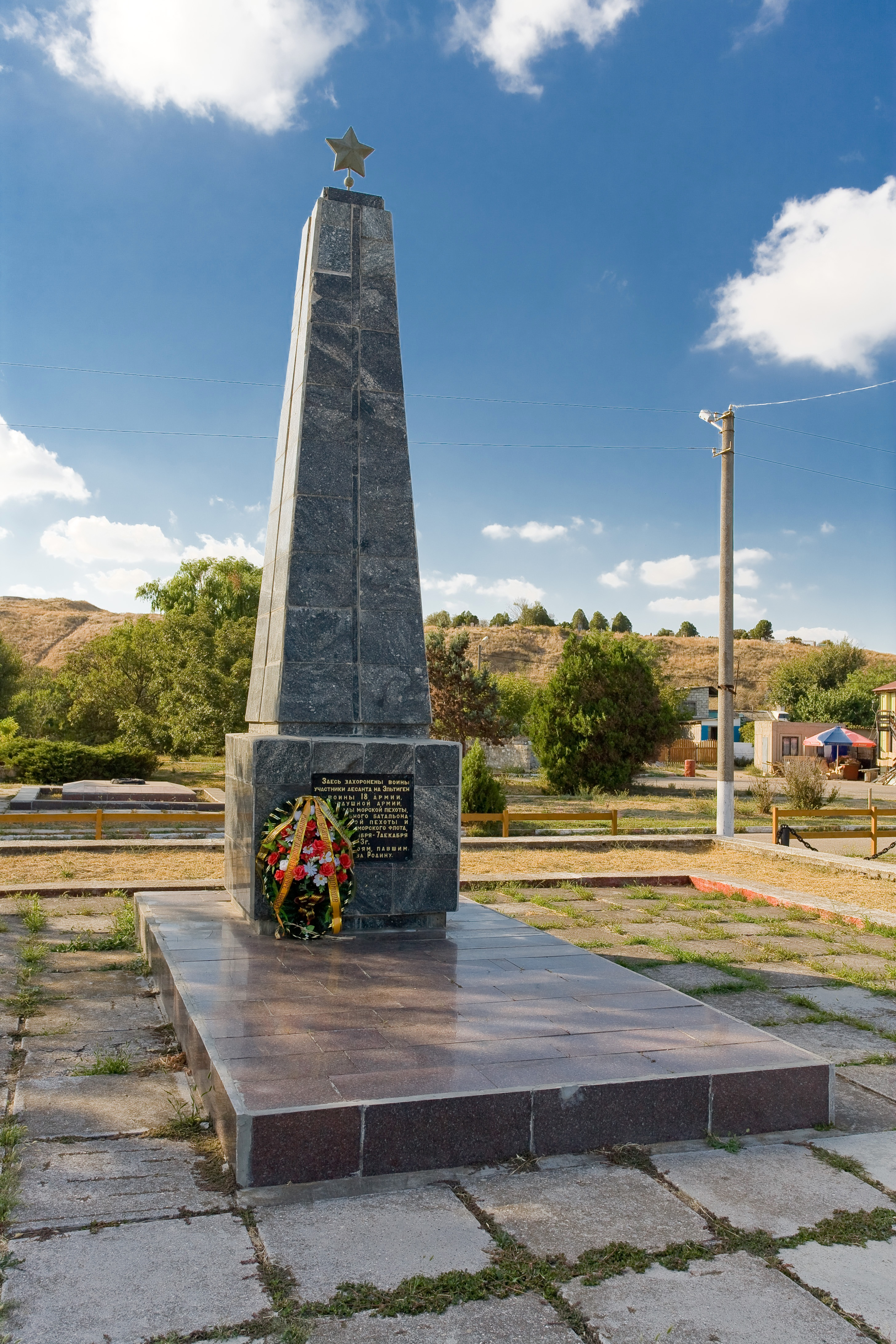
Братская могила советских воинов на улице Галины Петровой
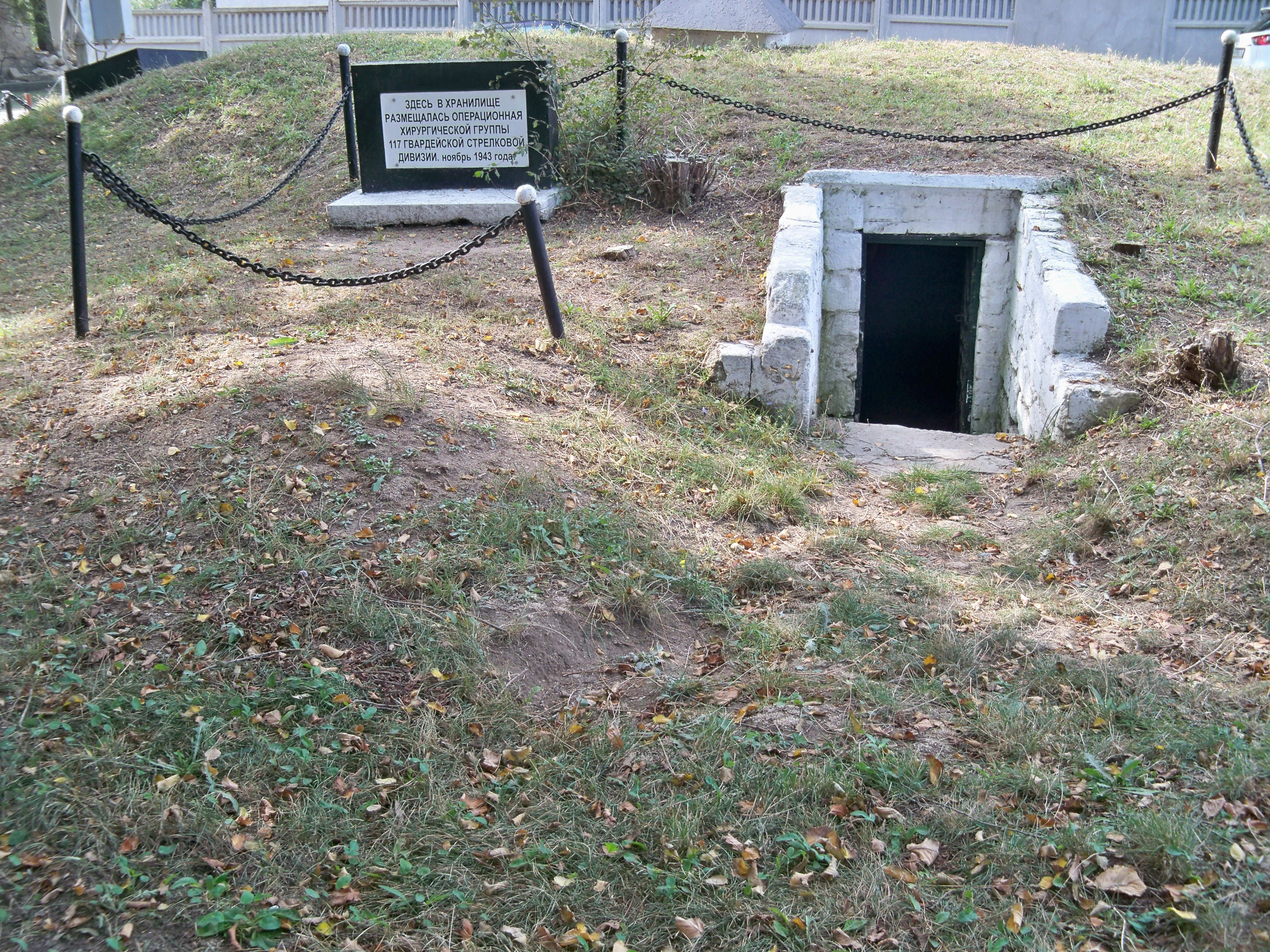
Место, где был госпиталь Эльтигенского десанта

Мотобот был поднят со дна Керченского пролива, восстановлен молодёжью и комсомольцами завода «Залив» и установлен в 15-20 метрах от берега пролива на постаменте в апреле 1978 года. В новой части мотобота — 37 мм зенитное орудие, на корме — крупнокалиберный пулемет и металлический военно-морской флаг. Рядом с памятным знаком установлена мемориальная доска, на которой представлены фамилии бойцов этого героического экипажа.

В память о десантниках в п. Героевское (Эльтиген), на естественной возвышенности сооружен Мемориальный комплекс «Героям Эльтигенского десанта»  Объект культурного наследия народов РФ федерального значения. Рег. № 911520363660006 (ЕГРОКН), который включает памятник в виде гигантского стилизованного паруса, 60-метровую стену с барельефами, запечатлевшими эпизоды боевых действий десанта, здесь же высечены фамилии Героев Советского Союза. Памятник был открыт в одно время с музеем 8 мая 1985 года. «Парус» стал символом мужества и славы десантников.

Мемориальный комплекс &quot;Героям Эльтигенского десанта&quot;, монумент Парус cкульпторы С. Я. Коваль, Л. В. Тазьба, архитектор А. А. Шахов
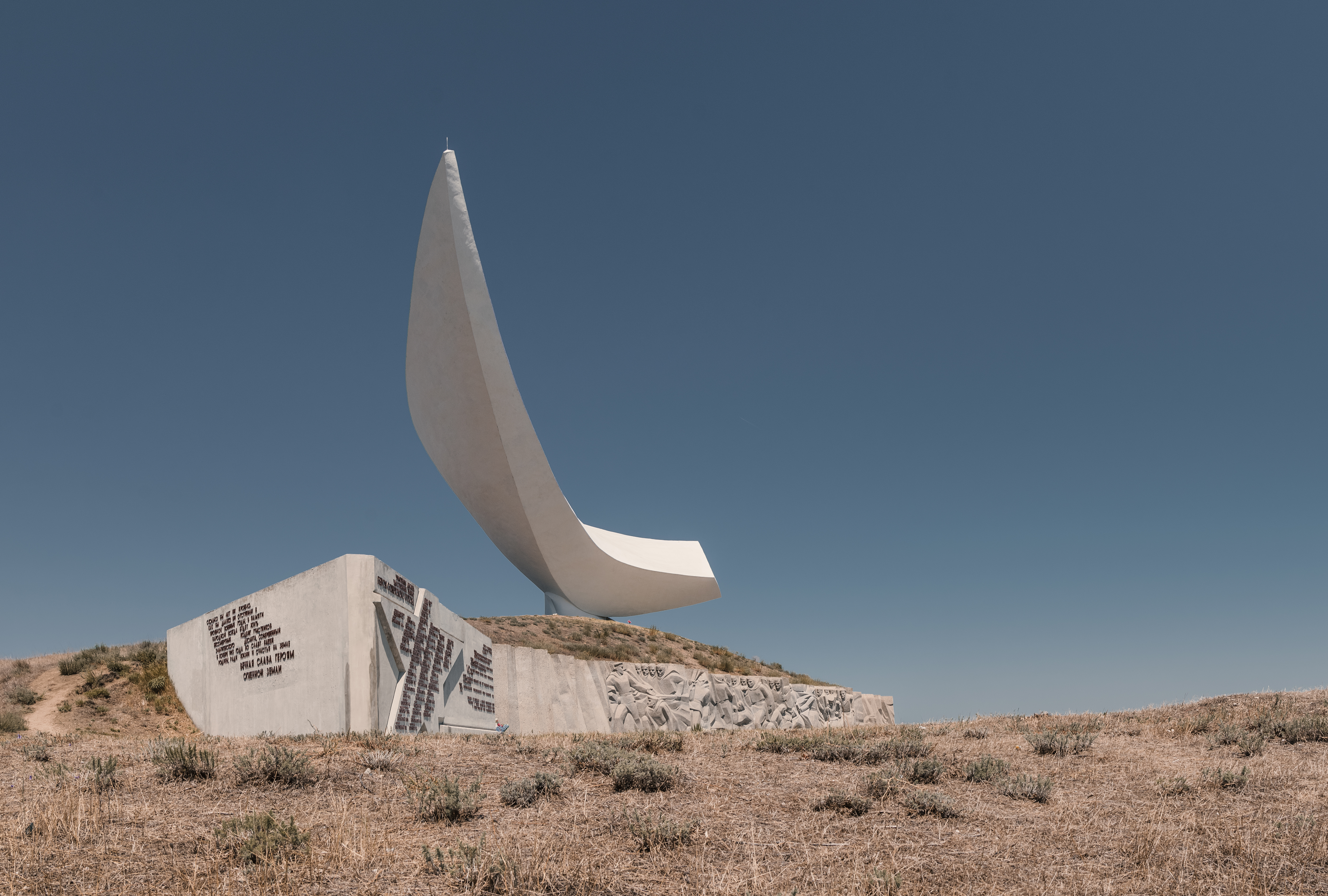
Современный вид
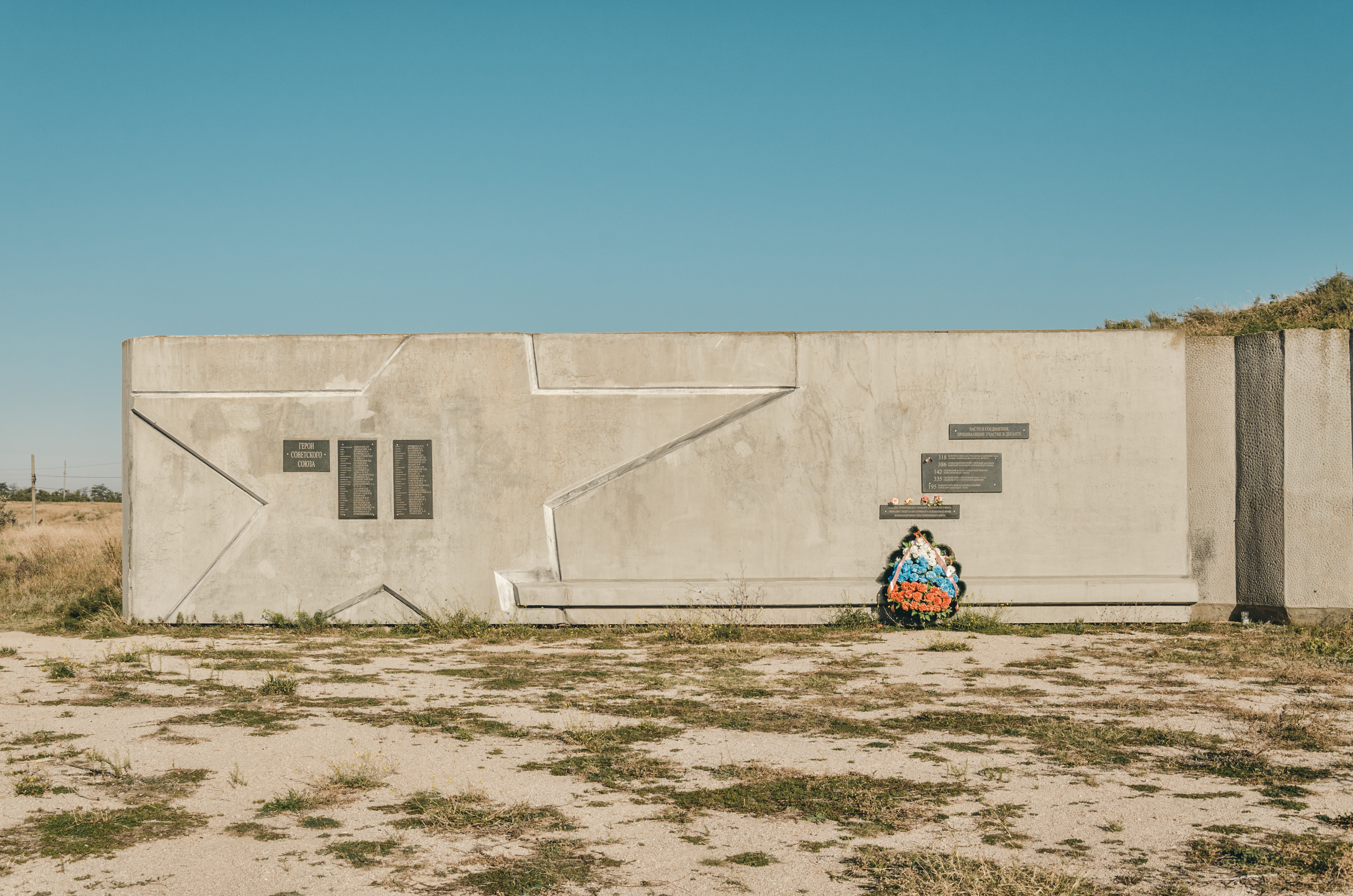
Мемориальные доски
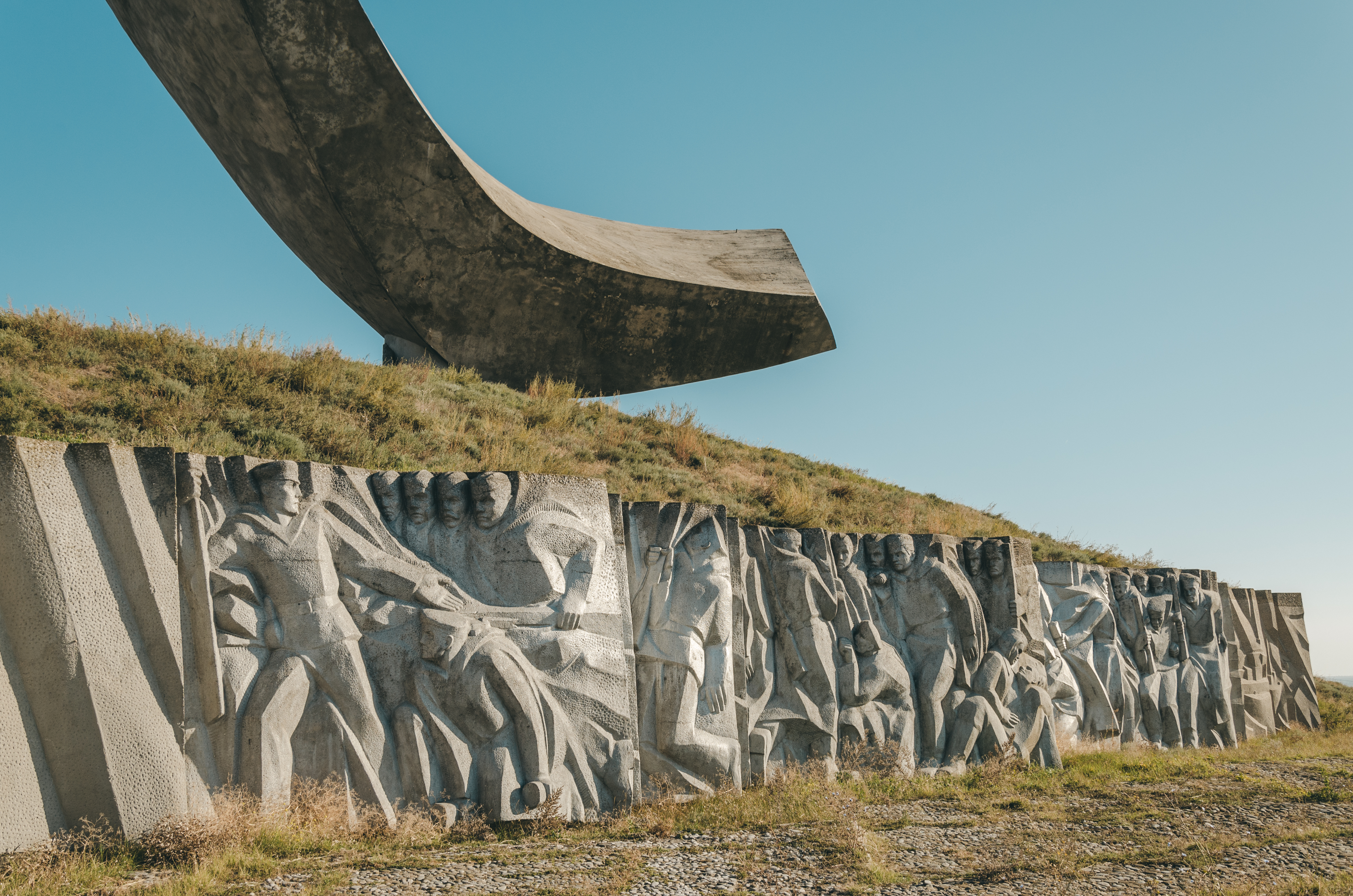
Горельефы

## Режим посещения
С 1 октября по 30 апреля: вторник с 10.00 до 19.00, среда — воскресение с 9.00 до 17.00, понедельник — выходной.
С 1 мая по 30 сентября: вторник с 10.00 до 20.00, среда — воскресение с 9.00 до 18.00, понедельник — выходной.

## Примечание
1. ↑  Кузнецов А. Я. Большой десант. Керченско-Эльтигенская операция. — М.: Вече, 2011. — 464 с. — (1418 дней Великой войны). — 3000 экз. — ISBN 978-5-9533-5397-7.
2. ↑  Гладков В. Ф. Десант на Эльтиген. — М.: Воениздат, 1972. — 240 с. — (Военные мемуары). — 65 000 экз.
3. 1 2 3 4 5 6 7  Наталья Непомнящая, научный сотрудник Восточно-Крымского ИКМЗ. Музею истории Керченско-Эльтигенского десанта - 35 лет // kerch.com.ru. — 2020. Архивировано 4 октября 2022 года.
4. 1 2 3 4 5  Музей истории Керченско-Эльтигенского десанта. Сайт Восточно-Крымского историко-культурного музея-заповедника. ГБУ РК «Восточно-Крымский историко-культурный музей-заповедник» (2021). Дата обращения: 4 октября 2022. Архивировано 4 октября 2022 года.
5. ↑  Музей истории Эльтигенского десанта. culture.ru. Министерство культуры России (2022). Дата обращения: 4 октября 2022. Архивировано 4 октября 2022 года.